# Olof Palmeplein
Het Olof Palmeplein is een plein in Amsterdam-Noord. Het plein bevindt zich ten oosten van het Buikslotermeerplein op de driesprong met de Werengouw en de Th. Weeversweg. Het plein maakt onderdeel uit van het winkelcentrum Boven 't Y en is rond 1986 opgeleverd als nieuwbouw en uitbreiding van het winkelcentrum. Boven de winkels bevinden zich woningen. Ook bevinden zich er een aantal kramen. Buslijnen 34 en 35 hebben er hun standplaats en buslijn 38 een halte.
Het plein is vernoemd naar de in 1986 vermoorde Zweedse politicus Olof Palme.